# Partido judicial de Cieza
El Partido judicial de Cieza es uno de los 11  partidos judiciales en los que se divide la comunidad autónoma de la  Región de Murcia, siendo el partido judicial n.º 3  de la provincia de Murcia.
Comprende las localidades de :
Cieza, Abanilla, Abarán, Blanca, Fortuna, Ojós, Ricote, Ulea, Villanueva del Río Segura